# Eufrontina ethniae
Eufrontina ethniae là một loài ruồi trong họ Tachinidae.